# Aimeliik

Aimeliiks lokala flagga

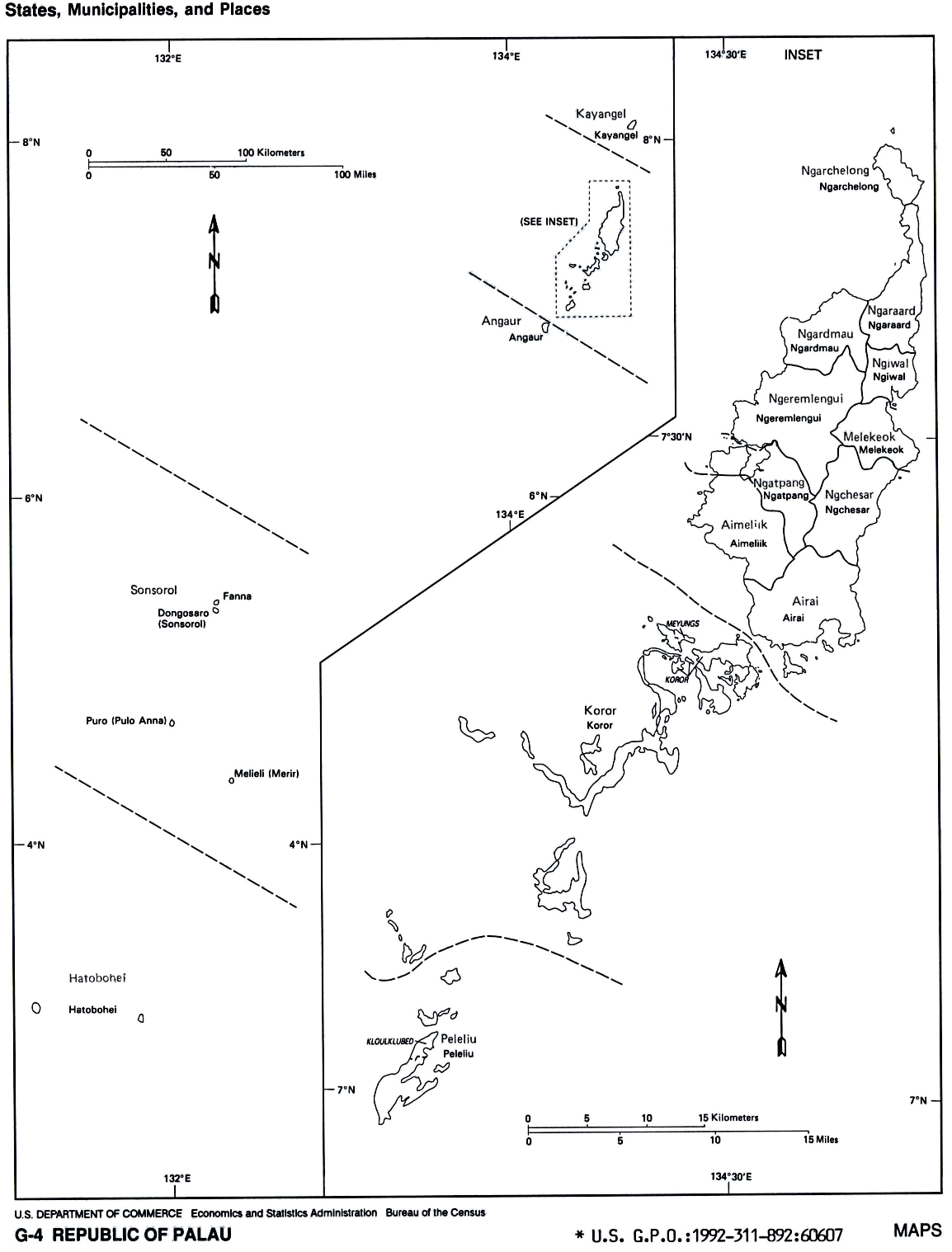
karta over Palaus delstater

Aimeliik (även Imeliik) är en av de 16 delstater i Palau i västra Stilla havet.

## Geografi
Aimeliik ligger på huvudön Babeldaobs sydvästra del. De geografiska koordinaterna är 07°25′ N och 134°31′ Ö.
Området har en sammanlagd areal om ca 52 km² och täcks till stora delar av regnskog och berg.

## Delstaten
Befolkningen i Aimeliik-state uppgår till cirka 400 invånare. Huvudorten är Mongami och övriga församlingar är Elechui, Imul, Medorm, Ngchemiangel och Ngerkeai.
I Aimeliik finns en välbevarad "Bai" (traditionella möteshus för män) Bai Re Keai och Malsols Tomb, en mycket gammal stengrav.
Delstaten ligger nära öns internationella flygplats (flygplatskod "ROR") på öns sydöstra del.
1984 ändrades benämningen på Palaus administrativa delar från "municipalities" (kommuner) till "states" (delstater).